# Cykl komórkowy
Cykl komórkowy, cykl podziału komórki – seria zdarzeń, które zachodzą w komórce eukariotycznej, prowadząc do jej podziału. Ogólnie zdarzenia te można podzielić na 2, zazwyczaj niezbyt długie, okresy: interfazę – w trakcie której komórka wzrasta, gromadząc składniki odżywcze niezbędne do cytokinezy i podziału swojego materiału genetycznego (DNA), czyli kariokinezy; fazę podziału (M) – podczas której komórka dzieli się na 2 oddzielne komórki, zwane komórkami potomnymi, jeśli podział ma charakter mitotyczny, w przypadku prakomórek rozrodczych faza M oznacza wejście w proces podziału mejotycznego, którego skutkiem jest powstanie czterech komórek o zredukowanej liczbie chromosomów. Cykl komórkowy jest procesem życiowym, który umożliwia jednokomórkowej zygocie rozwinąć się w dojrzały organizm, jak również procesem, dzięki któremu skóra, włosy, komórki krwi i niektóre inne narządy wewnętrzne ulegają odnowie.

## Fazy cyklu komórkowego
Cykl komórkowy składa się z 4 oddzielnych faz: fazy G1, fazy S, fazy G2 (zwanych łącznie interfazą) oraz fazy M. Faza M składa się z kolei z 2 ściśle połączonych ze sobą procesów: kariokinezy, w czasie której chromosomy komórki zostają rozdzielone pomiędzy 2 przyszłe komórki potomne i cytokinezy, w czasie której dochodzi do podziału cytoplazmy z uformowaniem odrębnych komórek. Aktywacja każdej fazy jest zależna od właściwego postępu i ukończenia poprzedzającej ją fazy. O komórce, która czasowo i w sposób odwracalny zatrzymała swoje podziały, mówi się, że weszła w fazę spoczynkową, zwaną fazą G0.
     interfaza,
     mejoza,
     mitoza.
Faza M

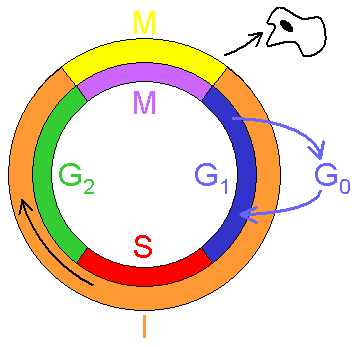
Etapy cyklu komórkowego:
interfaza,
mejoza,
mitoza.
Diagram nie odzwierciedla stosunków czasu trwania poszczególnych faz

Relatywnie krótka faza M obejmuje podział jądra (kariokinezę) i podział cytoplazmy (cytokinezę). U roślin i glonów cytokinezie towarzyszy wytworzenie ściany komórkowej.
Jest to faza, w której następuje podział komórki. Litera M może oznaczać nazwę podziału komórki: mitozy lub mejozy.
Interfaza
Po fazie M każda z komórek potomnych zaczyna interfazę nowego cyklu komórkowego. Chociaż różne etapy interfazy zwykle nie są morfologicznie rozróżnialne, to każda z nich posiada odrębny zestaw wyspecjalizowanych procesów biochemicznych, który przygotowuje komórkę do podziału.
Faza G1
Pierwsza faza interfazy, która zaczyna się od końca fazy M poprzedniego cyklu i trwa do początku syntezy DNA, nazywa się fazą G1 (G - z ang. gap - przerwa (między fazą M i S)). Podczas tej fazy procesy biosyntezy w komórce, które uległy znacznemu zwolnieniu w fazie M, zostają podjęte na nowo i w większym stopniu. W fazie tej dochodzi do syntezy różnych enzymów potrzebnych głównie do replikacji DNA w fazie S. Czas trwania fazy G1 jest znacznie zróżnicowany, nawet pomiędzy różnymi komórkami tego samego gatunku.
Faza S
Kolejna faza S (z ang. synthesis - synteza) rozpoczyna się wraz z rozpoczęciem syntezy DNA, natomiast kończy się kiedy wszystkie chromosomy są zreplikowane, tzn. każdy chromosom ma 2 siostrzane chromatydy. Dlatego też podczas tej fazy ilość DNA w komórce zostaje podwojona, mimo że ploidalność komórki pozostaje ta sama. Tempo syntezy RNA i białek w tej fazie jest niskie. Wyjątek stanowi produkcja histonów, która w większości odbywa się w fazie S. Czas trwania tej fazy jest zazwyczaj względnie stały w komórkach tego samego gatunku.
Faza G2
Komórka wchodzi następnie w fazę G2, która trwa, dopóki komórka nie rozpocznie mitozy. Ponownie w tej fazie znacząco zwiększa się synteza białek, głównie tubuliny, celem wytworzenia mikrotubul – składnika wrzeciona podziałowego niezbędnego w procesie mitozy. Zahamowanie syntezy białka w fazie G2 uniemożliwia komórce odbycie mitozy.
Faza G0
Termin "postmitotyczny" odnosi się niekiedy zarówno do komórek w fazie spoczynku, jak i komórek starzejących się. Niedzielące się komórki u wielokomórkowych organizmów eukariotycznych generalnie wchodzą w fazę G0 z fazy G1 i mogą pozostawać w tej fazie spoczynkowej przez długi okres, możliwe że i na zawsze, jak to często bywa w przypadku neuronów. Jest to bardzo powszechne wśród komórek, które są w pełni zróżnicowane. Starzenie się komórki jest stanem, który występuje w odpowiedzi na uszkodzenie lub zniszczenie DNA, które mogłoby uczynić potomstwo komórki niezdolnym do życia. Jest to często biochemiczna alternatywa dla samozniszczenia tak uszkodzonej komórki przez apoptozę. Niektóre typy komórek w dojrzałym organizmie, np. komórki parenchymalne (miąższowe) wątroby i nerek, wchodzą w fazę G0 w sposób na wpół trwały i mogą zostać pobudzone do ponownych podziałów tylko w bardzo szczególnych okolicznościach. Inne komórki, np. komórki nabłonkowe, kontynuują dzielenie się przez okres całego życia organizmu.

## Regulacja cyklu komórkowego
Regulacja cyklu komórkowego obejmuje kluczowe dla komórki elementy, w tym wykrywanie i naprawę materiału genetycznego, różne systemy nadzoru zapobiegające niekontrolowanym podziałom komórkowym. Procesy molekularne, które sterują cyklem komórkowym są uporządkowane i ukierunkowane, co oznacza, że każdy proces następuje w sposób sekwencyjny i niemożliwe jest "odwrócenie" cyklu.

## Rola cyklin i kinaz zależnych od cyklin
Aktywność dwóch klas cząsteczek regulatorowych, tj. cyklin i kinaz zależnych od cyklin (CDKs), determinuje postęp cyklu komórkowego. Za odkrycie tych molekuł Leland Harrison Hartwell, Timothy Hunt i Paul Nurse otrzymali w 2001 roku Nagrodę Nobla w dziedzinie fizjologii i medycyny. Wiele genów kodujących cykliny i CDKs jest bardzo konserwatywna u organizmów eukariotycznych, jednak ogólnie rzecz biorąc bardziej złożone organizmy mają bardziej wyszukane systemy kontroli cyklu komórkowego, które zawierają bardziej zindywidualizowane składniki. Wiele istotnych genów było początkowo zidentyfikowanych u drożdży, zwłaszcza Saccharomyces cerevisiae; nomenklatura genetyczna u drożdży nadała tym genom nieoficjalną nazwę cdc (z ang. cell division cycle - cykl podziałowy komórki) z kolejnym numerem identyfikacyjnym, np. cdc25.
Cykliny i CDKs formują razem aktywny heterodimer, przy czym cykliny tworzą jednostkę regulatorową, a CDKs pełnią funkcję katalityczną w obrębie heterodimeru. Cykliny nie mają żadnej aktywności katalitycznej, zaś CDKs są nieaktywne przy braku obecności partnera cyklinowego. CDKs po związaniu się z cyklinami ulegają aktywacji i przeprowadzają reakcje fosforylacji białek docelowych, które przez to zostają zaktywowane lub inaktywowane. Powoduje to skoordynowane wejście komórki w następną fazę cyklu. Różne kombinacje cyklina-CDK decydują o tym, które z białek docelowych ulegną fosforylacji. CDKs podlegają konstytutywnej ekspresji w komórce, podczas gdy cykliny są syntetyzowane w określonych fazach cyklu komórkowego w odpowiedzi na różne sygnały molekularne.

## Ogólny mechanizm współdziałania cyklina-CDK
Po otrzymaniu zewnątrzkomórkowego sygnału pobudzającego do mitozy, kompleksy cyklina-CDK fazy G1 stają się aktywne i przygotowują komórkę do przejścia w fazę S, sprzyjając ekspresji czynników transkrypcyjnych, które z kolei promują ekspresję cyklin fazy S i enzymów potrzebnych do replikacji DNA. Kompleksy cyklina-CDK fazy G1 sprzyjają również degradacji cząsteczek, które są inhibitorami fazy S, przez naznaczenie ich do ubikwitynacji. Kiedy białko ulegnie ubikwitynacji (tj. przyłączeniu do niego ubikwityny), jest przeznaczone do proteolitycznego rozkładu w tzw. proteasomach. Aktywne kompleksy cyklina-CDK fazy S fosforylują białka, które stanowią tzw. kompleksy prereplikacyjne przyłączające się w fazie G1 do sekwencji DNA, od których rozpoczyna się replikacja (z ang. replication origins). Fosforylacja ta służy dwóm celom: po pierwsze, aby uaktywnić już przyłączone do DNA kompleksy prereplikacyjne oraz po drugie, aby zapobiec tworzeniu nowych kompleksów. Działanie takie zapewnia, że każda część genomu komórki ulegnie replikacji tylko jeden raz. Powód zapobiegania przerwom w replikacji jest raczej oczywisty, ponieważ komórki potomne, które są pozbawione wszystkich lub części kluczowych genów, umrą. Z drugiej zaś strony, w kontekście liczby kopii genu w indywidualnym genomie, posiadanie dodatkowych kopii pewnych genów miałoby także szkodliwy wpływ na komórki potomne.
Kompleksy mitotyczne cyklina-CDK, które są syntetyzowane, ale nieaktywne w fazach S i G2 sprzyjają rozpoczęciu mitozy przez stymulację kolejnych białek zaangażowanych w kondensację chromatyny i formowanie wrzeciona podziałowego. Kluczowym kompleksem aktywowanym w czasie tego procesu jest ligaza ubikwityny, zwana także kompleksem promującym anafazę, która kieruje degradacją białek strukturalnych chromosomalnego kinetochoru. APC wyznacza również cykliny mitotyczne, które mają ulec degradacji, zapewniając postęp telofazy i cytokinezy.

## Specyficzne działanie kompleksów cyklina-CDK
Cyklina D jest pierwszą cykliną wytwarzaną w przebiegu cyklu komórkowego w odpowiedzi na bodźce zewnątrzkomórkowe (np. czynniki wzrostowe). Wiąże się ona z CDK4 tworząc aktywny kompleks cyklina D-CDK4, który z kolei fosforyluje białko RB. Ufosforylowane białko RB oddysocjowuje z kompleksu E2F/DP1/RB, który pozostawał związany z genem E2F zapobiegając jego transkrypcji. Rozpad kompleksu E2F/DP1/RB powoduje aktywację genu E2F, co skutkuje transkrypcją różnych genów, jak geny dla cykliny E, cykliny A, polimerazy DNA, kinazy tymidynowej itd. Wytworzona w ten sposób cyklina E wiąże się z CDK2 tworząc kompleks cyklina E-CDK2, co powoduje przejście komórki z fazy G1 do fazy S (przejście G1/S). Cyklina A razem z CDK2 tworzy kompleks cyklina A-CDK2, który inicjuje przejście G2/M. Aktywacja kompleksu cyklina B-CDK1 powoduje rozpad błony jądrowej i rozpoczęcie metafazy, a następowa jego inaktywacja powoduje wyjście komórki z mitozy.

## Kontrola cyklu komórkowego
Cykl komórkowy obejmuje replikację materiału genetycznego oraz podział jądra komórkowego, po którym następuje podział cytoplazmy oraz interfaza. Poprawny przebieg cyklu komórkowego w komórce jest zapewniany przez złożony układ kontroli. We właściwym czasie układ ten uaktywnia enzymy i inne białka uczestniczące w kolejnych etapach cyklu, a po ich zakończeniu składniki te dezaktywuje. W cyklu większości komórek eukariotycznych wyróżnia się 4 stadia - fazy.
Faza G1 – trwa od kilku do kilkunastu godzin, pomiędzy końcem cytokinezy a rozpoczęciem syntezy DNA.
Faza S (synthesis) – u ssaków trwa 7 godzin. W ciągu tej fazy odbywa się replikacja DNA oraz synteza histonów.
Faza G2 – trwa od końca syntezy białek aż do początku mitozy. W tej fazie następuje synteza tubuliny – składnika wrzeciona podziałowego.
Następnie rozpoczyna się mitoza, która trwa ok. 1 godziny.
Cykl komórkowy może być zakończony podziałem redukcyjnym – mejozą.